# Чагарниця іржастоголова
Чагарни́ця іржастоголова (Trochalopteron erythrocephalum) — вид горобцеподібних птахів родини Leiothrichidae. Мешкає в Гімалаях.

## Опис
Довжина птаха становить 24-26 см. Забарвлення переважно оливково-сіре. Крила і хвіст яскоаві, зеленувато-жовті. Верхня частина тіла поцяткована чорними плямками, на грудях лускоподібний візерунок. Верхня частина голови каштанова. Через очі проходять темні смуги. Представники підвиду T. e. nigrimentum мають темно-сіру голову і сірі щоки.

## Підвиди
Виділяють три підвиди:

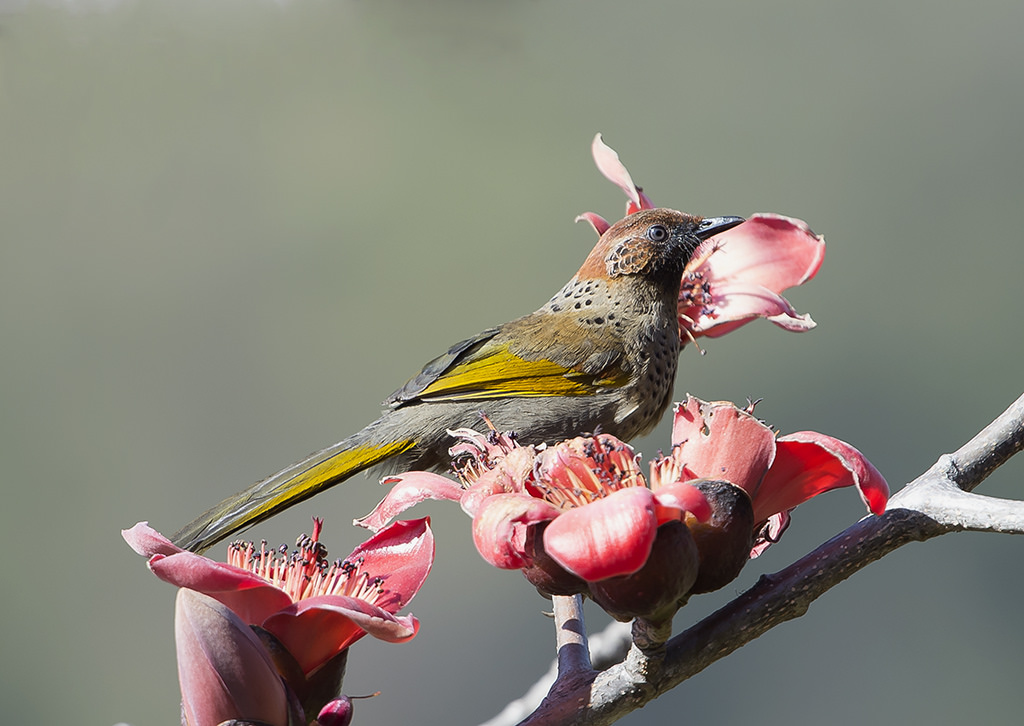
Іржастоголова чагарниця (Уттаркаханд, Індія)

- T. e. erythrocephalum (Vigors, 1832) — північно західна Індія (від Гімачал-Прадешу до Уттар-Прадешу);
- T. e. kali (Vaurie, 1953) — західний і центральний Непал;
- T. e. nigrimentum Oates, 1889 — від східного Непалу до Ассаму і південно-східного Тибету.

## Поширення і екологія
Іржастоголові чагарниці живуть у вологих гірських тропічних лісах, в чагарникових, бамбукових і рододендронових заростях, на гірських луках і на полях. Зустрічаються на висоті від 1100 до 3500 м над рівнем моря.

## Поведінка
Іржастоголові чагарниці зустрічаються парами або невеликими зграйками, іноді приєднуються до змішаних щграй птахів. Живляться комахами, насінням і ягодами. Шукають їжу на землі. Сезон розмноження триває з квітня по жовтень. В кладці від 1 до 4 яєць.